# Conquista (Andaluzia)
Conquista é um município da Espanha na província de Córdova, comunidade autónoma da Andaluzia. Tem 38,55 km² de área e em 2021 tinha 372 habitantes (densidade: 9,6 hab./km²).

## Demografia
| Variação demográfica do município entre 1991 e 2004 | Variação demográfica do município entre 1991 e 2004 | Variação demográfica do município entre 1991 e 2004 | Variação demográfica do município entre 1991 e 2004 |
| --------------------------------------------------- | --------------------------------------------------- | --------------------------------------------------- | --------------------------------------------------- |
| 1991                                                | 1996                                                | 2001                                                | 2004                                                |
| 546                                                 | 530                                                 | 494                                                 | 492                                                 |